# マイラプソディ
マイラプソディ（欧字名:My Rapsody、2017年2月9日 - ）は、日本の競走馬。2019年の京都2歳ステークスの勝ち馬である。
馬名の由来は、英語で「私の狂詩曲」。主戦騎手を務める武豊によって命名された。

## 経歴

### デビュー前
新馬戦1週間前の追い切りにて、同じ友道厩舎のラインベックら3頭で併せ馬の追い切りをウッドチップコースでこなした。ラインベックと馬体を併せたところ、「ワッとして急ブレーキをかける感じ」になり落馬寸前の状況となった。無理をさせずにラインベックに遅れて併走。それにもかかわらず、担当の調教助手は、「馬体、走るフォームが素晴らしい、来年は大きいところで」と評価していた。

### 2歳（2019年）
7月7日、中京競馬場の新馬戦 (芝2000m)に武豊とともにデビュー。単勝オッズ1.8倍の1番人気に推された。レースでは、中団8番手でレースを進め、最後の直線で馬場の一番外から足を伸ばして先行勢を差し切り、後方に3/4馬身離して勝利。武は「追ってからの反応が抜群でした。走るフォームがすばらしく、将来が楽しみです」と評価した。
9月14日、阪神競馬場の野路菊ステークス（OP）に出走、5頭立ての少頭数の中、単勝オッズ1.1倍の1番人気の支持を受けて発走。5頭中4番手でレースを進め、最後の直線で外に持ち出して追走。残り200メートルで先頭に立ち、一発ムチが入ると、加速して一気に突き放し、最終的に後方に5馬身千切って1着となった。武は「スタートは相変わらず遅かったけど、道中の走りは良かったです。余裕を持って追い出して、きれいに反応してくれましたし、ラストまでしっかり伸びてくれました」と回顧、管理する友道康夫は「新馬の時もそうだったけど落ち着きがあって、オン、オフの切り替えが利く。まだ緩さがある中でも、１回使って素軽さが出てしっかりしてきた。」と評価した。
11月23日、京都2歳ステークス (GIII)に出走。単勝オッズ1.5倍の1番人気に押された。スタートから後方待機を選択、徐々に位置を上げ、最後の直線で逃げ切りを図るミヤマザクラを射程圏に入れて、並ぶ間もなくかわして先頭に立ち、2馬身離した1着、無傷の3連勝で重賞初勝利を挙げた。武は「ここまでいい感じで来ています。4コーナーでちょっと手応えが無い感じがしました。でも元々そういうところがある馬ですから、ラストもバテている訳ではなくて、伸びてくれると信じていました。ラスト1ハロンを切ったところで本来の脚になって、そこが良かったですね。着差はそれ程ではなかったのですが、今後につながるレースができたと思います」と回顧し、今後については「ここまで1 - 3戦といい形で来ています。まだ伸びそうなところがあるので楽しみです。精神的にも幼く、身体もまだ良くなると思います」と評価した。友道も「小回りが心配でしたが、エンジンがかかればいい脚でしたね。レース後の息の入りも良かったです」と振り返った。

### 3歳（2020年）
3歳初戦は共同通信杯 (2月17日東京11R・芝1800m, GIII)に出走。出走メンバー中唯一の重賞勝ち馬ということで、単勝オッズ1.5倍の1番人気に支持されたものの直線で伸びを欠いて4着に敗れた。武は「残念でしたね。何も気にするところもなく、状態も良かった。馬場も問題ないと思ったし…。ただ、走らなかった」とコメントしながらも「それほど悲観する内容じゃない」と続け、友道も「1回負けて、ガス抜きになったんじゃないかな」とコメントした。共同通信杯後は牡馬クラシック三冠の初戦・皐月賞へ直行する予定であることも明かされた。
4月19日の皐月賞では、7番人気での出走となった。レースでは後方外目の位置につけ、残り600m過ぎから武豊が仕掛けたものの、鞍上のアクションに反してマイラプソディの行き脚はつかず、その外から勝ち馬のコントレイルに抜き去られ、13着と大敗を喫した。レース後、武豊は「道中はいい感じで走れて、描いていたポジションで運べた。ただ、4コーナーで手応えがなくなった」とコメントした。
3歳になってからは凡走が続いたため評価は下がり、東京優駿では横山典弘に乗り替わり、11番人気での出走となった。レースではスローペースを見かねて横山が向こう正面で仕掛けて一気に先頭に立つと、直線途中まで馬群を引っ張るなど見せ場を作ったが、最後は脚が一杯になり9着に敗れた。
夏の休養を挟んで、9月27日の神戸新聞杯に出走するも18着としんがり負けを喫した。

### 4歳（2021年）
4歳初戦としてリステッド競走の大阪城ステークスに出走し、5着。その後、この年は4戦0勝であった。

### 5歳（2022年）
5歳初戦として、初のダート戦となるポルックスステークス（OP）に出走し、12着に敗れる。続くオアシスステークス（L）でも13着と大敗した。
その後、凱旋門賞に出走するドウデュースの帯同馬としてフランスに遠征。9月11日のフォワ賞（G2）では6着、10月1日のダニエルウィルデンシュタイン賞（G2）では10着という成績であった。同年11月4日付けで競走馬登録を抹消。生まれ故郷のノーザンファームで乗馬となる。

## 競走成績
以下の内容は、netkeiba.comおよびFrance Galopの情報に基づく。
| 競走日     | 競馬場         | 競走名            | 格   | 距離（馬場）  | 頭 数 | 枠 番 | 馬 番 | オッズ （人気） | 着順 | タイム （上り3F） | 着差  | 騎手        | 斤量 [kg] | 1着馬（2着馬）     | 馬体重 [kg] |
| ---------- | -------------- | ----------------- | ---- | ------------- | ----- | ----- | ----- | --------------- | ---- | ----------------- | ----- | ----------- | --------- | ------------------ | ----------- |
| 2019.07.07 | 中京           | 2歳新馬           |      | 芝2000m（稍） | 10    | 5     | 5     | 001.80（1人）   | 01着 | R2:06.0（34.0）   | -0.1  | 0武豊       | 54        | （ルリアン）       | 502         |
| 0000.09.14 | 阪神           | 野路菊S           | OP   | 芝1800m（良） | 5     | 1     | 1     | 001.10（1人）   | 01着 | R1:47.4（33.4）   | -0.8  | 0武豊       | 54        | （グランスピード） | 500         |
| 0000.11.23 | 京都           | 京都2歳S          | GIII | 芝2000m（良） | 9     | 8     | 8     | 001.50（1人）   | 01着 | R2:01.5（35.9）   | -0.3  | 0武豊       | 55        | （ミヤマザクラ）   | 510         |
| 2020.02.16 | 東京           | 共同通信杯        | GIII | 芝1800m（稍） | 9     | 8     | 8     | 001.50（1人）   | 04着 | R1:50.3（34.3）   | -0.7  | 0武豊       | 57        | ダーリントンホール | 508         |
| 0000.04.19 | 中山           | 皐月賞            | GI   | 芝2000m（稍） | 18    | 6     | 12    | 022.60（7人）   | 13着 | R2:02.2（36.6）   | -1.5  | 0武豊       | 57        | コントレイル       | 504         |
| 0000.05.31 | 東京           | 東京優駿          | GI   | 芝2400m（良） | 18    | 7     | 14    | 087.7（11人）   | 09着 | R2:25.2（34.3）   | -1.1  | 0横山典弘   | 57        | コントレイル       | 500         |
| 0000.09.27 | 中京           | 神戸新聞杯        | GII  | 芝2200m（良） | 18    | 8     | 17    | 020.30（5人）   | 18着 | R2:18.3（41.1）   | -5.8  | 0武豊       | 56        | コントレイル       | 510         |
| 2021.03.07 | 阪神           | 大阪城S           | L    | 芝1800m（良） | 16    | 7     | 14    | 007.80（4人）   | 05着 | R1:46.3（33.9）   | -0.2  | 0武豊       | 56        | ヒンドゥタイムズ   | 504         |
| 0000.05.15 | 中京           | 都大路S           | L    | 芝2000m（良） | 11    | 6     | 8     | 002.00（1人）   | 02着 | R1:59.6（34.5）   | -0.1  | 0武豊       | 56        | マウントゴールド   | 508         |
| 0000.06.13 | 東京           | エプソムC         | GIII | 芝1800m（良） | 18    | 1     | 2     | 025.1（10人）   | 11着 | R1:46.5（35.8）   | -1.4  | 0武豊       | 56        | ザダル             | 510         |
| 0000.10.03 | 中京           | ポートアイランドS | L    | 芝1600m（良） | 16    | 4     | 8     | 016.70（7人）   | 05着 | R1:32.9（34.0）   | -0.3  | 0松田大作   | 56        | プリンスリターン   | 508         |
| 0000.10.23 | 東京           | 富士S             | GII  | 芝1600m（良） | 17    | 2     | 3     | 067.2（13人）   | 13着 | R1:34.6（35.4）   | -1.4  | 0武豊       | 56        | ソングライン       | 506         |
| 2022.01.09 | 中山           | ポルックスS       | OP   | ダ1800m（良） | 16    | 4     | 8     | 009.80（5人）   | 12着 | R1:54.1（38.7）   | -0.9  | 0M.デムーロ | 56        | ダノンスプレンダー | 512         |
| 0000.04.23 | 東京           | オアシスS         | L    | ダ1600m（稍） | 16    | 6     | 12    | 062.5（11人）   | 13着 | R1:36.6（36.9）   | -1.2  | 0藤田菜七子 | 56        | サンダーブリッツ   | 508         |
| 0000.09.11 | パリロンシャン | フォワ賞          | G2   | 芝2400m（So） | 6     | 6     | 2     | 035.00（6人）   | 06着 | R2:39.14（37.24） | -2.68 | 0武豊       | 58        | Iresine            | 計不        |
| 0000.10.01 | パリロンシャン | ダニエルW賞       | G2   | 芝1600m（TS） | 10    | 8     | 3     | 058.00（9人）   | 10着 | R1:46.75（38.52） | -3.04 | 0武豊       | 58        | Erevann            | 計不        |

- 海外の競走の「枠番」欄はゲート番を記載
- 海外のオッズ・人気は現地主催者発表のもの（日本式のオッズ表記とした）

## 血統表
| マイラプソディの血統                             | マイラプソディの血統                                 | マイラプソディの血統       | （血統表の出典）           | （血統表の出典） |
| 父系                                             | サンデーサイレンス系                                 | サンデーサイレンス系       | サンデーサイレンス系       | [ § 2 ]          |
| 父 ハーツクライ 2001 鹿毛                        | 父の父*サンデーサイレンス Sunday Silence 1986 青鹿毛 | Halo                       | Hail to Reason             | Hail to Reason   |
| 父 ハーツクライ 2001 鹿毛                        | 父の父*サンデーサイレンス Sunday Silence 1986 青鹿毛 | Halo                       | Cosmah                     |                  |
| 父 ハーツクライ 2001 鹿毛                        | 父の父*サンデーサイレンス Sunday Silence 1986 青鹿毛 | Wishing Well               | Understanding              | Understanding    |
| 父 ハーツクライ 2001 鹿毛                        | 父の父*サンデーサイレンス Sunday Silence 1986 青鹿毛 | Wishing Well               | Mountain Flower            |                  |
| 父 ハーツクライ 2001 鹿毛                        | 父の母アイリッシュダンス 1990 鹿毛                   | *トニービン                | *カンパラ                  | *カンパラ        |
| 父 ハーツクライ 2001 鹿毛                        | 父の母アイリッシュダンス 1990 鹿毛                   | *トニービン                | Severn Bridge              |                  |
| 父 ハーツクライ 2001 鹿毛                        | 父の母アイリッシュダンス 1990 鹿毛                   | *ビューパーダンス          | Lyphard                    | Lyphard          |
| 父 ハーツクライ 2001 鹿毛                        | 父の母アイリッシュダンス 1990 鹿毛                   | *ビューパーダンス          | My Bupers                  |                  |
| 母 *テディーズプロミス Teddy's Promise 2008 鹿毛 | 母の父Salt Lake 1989 鹿毛                            | Deputy Minister            | Vice Regent                | Vice Regent      |
| 母 *テディーズプロミス Teddy's Promise 2008 鹿毛 | 母の父Salt Lake 1989 鹿毛                            | Deputy Minister            | Mint Copy                  |                  |
| 母 *テディーズプロミス Teddy's Promise 2008 鹿毛 | 母の父Salt Lake 1989 鹿毛                            | Take Lady Anne             | Queen City Lad             | Queen City Lad   |
| 母 *テディーズプロミス Teddy's Promise 2008 鹿毛 | 母の父Salt Lake 1989 鹿毛                            | Take Lady Anne             | Lovita H.                  |                  |
| 母 *テディーズプロミス Teddy's Promise 2008 鹿毛 | 母の母Braids and Beads 1998 鹿毛                     | Capote                     | Seattle Slew               | Seattle Slew     |
| 母 *テディーズプロミス Teddy's Promise 2008 鹿毛 | 母の母Braids and Beads 1998 鹿毛                     | Capote                     | Too Bald                   |                  |
| 母 *テディーズプロミス Teddy's Promise 2008 鹿毛 | 母の母Braids and Beads 1998 鹿毛                     | Alydar's Promise           | Alydar                     | Alydar           |
| 母 *テディーズプロミス Teddy's Promise 2008 鹿毛 | 母の母Braids and Beads 1998 鹿毛                     | Alydar's Promise           | Summertime Promise         |                  |
| 母系(F-No.)                                      | 4号族(FN:4-r)                                        | 4号族(FN:4-r)              | 4号族(FN:4-r)              | [ § 3 ]          |
| 5代内の近親交配                                  | Northern Dancer 5×5＝6.25%                           | Northern Dancer 5×5＝6.25% | Northern Dancer 5×5＝6.25% | [ § 4 ]          |
| 出典                                             | 1. 2. 3. 4.                                          | 1. 2. 3. 4.                | 1. 2. 3. 4.                | 1. 2. 3. 4.      |

- 母テディーズプロミスは2011年の米G1ラブレアステークスの勝ち馬[31]。母の父Salt lakeは、母の父として本馬の他に2010年に史上3頭目の三冠牝馬となったアパパネを輩出している。
- 祖母Braids and Beadsの半兄にGeneral Meeting[32] 。競走馬としてはG3勝ちが最高であるが、種牡馬として多くの活躍馬を出した。ダノンプラチナの母母父でもある。